# زالوی شانزده‌چنگ

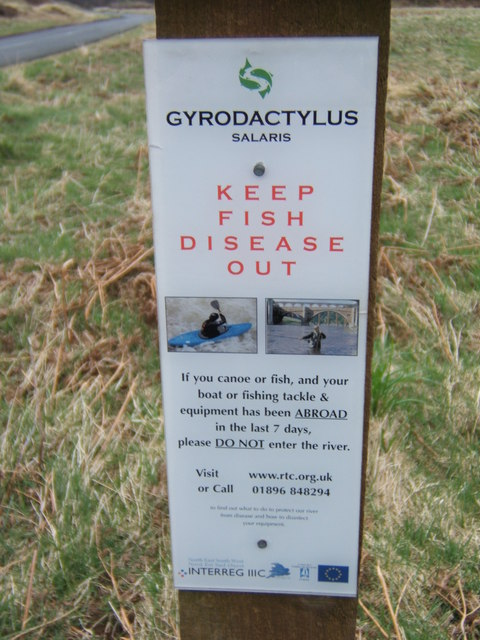
یک تابلو هشدار در رابطه با زالوی شانزده‌چنگ در اسکاتلند

زالوی شانزده‌چنگ که کپلک آزادماهی هم نامیده شده انگل برون‌زی تک‌میزبان است که بیشتر بر روی پوست ماهیان آب شیرین و به‌ویژه بر روی پوست آزادماهی اطلس زندگی می‌کند.
زالوی شانزده‌چنگ اندامی در پس خود دارد که به شکل شانه‌ای با شانزده چنگ است و برای اتصال این انگل به بدن میزبان به‌کار می‌رود. زالوی شانزده‌چنگ را با چشم غیرمسلح نمی‌توان دید اما با ذره‌بین قابل مشاهده است.
این کرم زالووار، به هنگام تغذیه، بخش جلویی بدن خود را با غذه‌هایی که در سر خود دارد به بدن میزبان محکم می‌کند. سپس، حلق خود را به دهان خود می‌آورد و محلولی گوارشی را ترشح می‌کند که پوست ماهی را در خود حل می‌کند. پوست حل شده و مخاط پس از آن به اندرونه کرم مکیده می‌شوند.
اگر شمار زیادی از زالوهای شانزده‌چنگ به ماهی بچسبند باعث ایجاد زخم‌هایی بزرگ بر روی پوست ماهی می‌شوند که این خود می‌تواند عفونت‌های بعدی را همراه داشته‌باشند.
نوزادان زالوهای شانزده‌چنگ تقریباً به بزرگی خودشان به دنیا می‌آیند و نوزادان این نوزدان نیز از همان آغاز در بدن آنها در حال رشد هستند.
در دهه ۱۹۷۰ ورود زالوهای شانزده‌چنگ به زیستگاه آزادماهی‌های اطلس در آب‌های شیرین نروژ باعث از دست رفتن فاجعه‌بار شماری زیادی از آنها شد. تا سال ۲۰۰۱ زالوهای شانزده‌چنگ باعث شدند تا جمعیت آزادماهی‌های اطلس در ۴۱ رودخانه نروژ تقریباً به‌طور کامل از دست برود.